# Alone at Last
Albums de Gary Burton
Live in Tokyo
(1971) The New Quartet
(1973)
Alone at Last est un album du vibraphoniste de jazz américain Gary Burton enregistré en 1971 et commercialisé en 1972.

## Liste des titres
| No | Titre                            | Musique                                 | Durée |
| -- | -------------------------------- | --------------------------------------- | ----- |
| 1. | Moonchild/In Your Quiet Place    | Keith Jarrett                           | 6:14  |
| 2. | Green Mountains/Arise, Her Eyes  | Steve Swallow                           | 7:35  |
| 3. | The Sunset Bell                  | Gary Burton                             | 5:09  |
| 4. | Handbags and Gladrags            | Mike d'Abo                              | 6:05  |
| 5. | Hullo Bolinas                    | Steve Swallow                           | 5:49  |
| 6. | General Mojo's Well Laid Plan    | Steve Swallow                           | 3:38  |
| 7. | Chega de Saudade (No More Blues) | Vinícius de Moraes/Antônio Carlos Jobim | 4:39  |